# Torfi Bryngeirsson
Torfi Bryngeirsson   (Islàndia, 11 de novembre de 1926 - Reykjavík, 16 de juliol de 1995) fou un atleta islandès, especialista en el salt de llargada i de perxa, que va competir durant les dècades de 1940 i 1950.
El 1948 va prendre part en els Jocs Olímpics d'Estiu de Londres, on quedà eliminat en la ronda de classificació per a la final de la prova del salt de perxa del programa d'atletisme. Quatre anys més tard, als Jocs de Hèlsinki fou catorzè en la final de la mateixa prova.
En el seu palmarès destaca una medalla d'or en la prova del salt de perxa al Campionat d'Europa d'atletisme de 1950. En aquests campionats també disputà la prova de salt de perxa, però les finals es disputaren a la mateix hora i optà per la de llargada. Durant la seva carrera esportiva millorà els rècords nacionals del salt de llargada (7,32 metres el 1948) i salt de perxa (4,35 metres el 1952). El 1951 fou portada de la revista World Sports. El 2015 fou inclòs al Sala de la Fama d'Islàndia.

## Millors marques
- Salt de perxa. 4,35 metres (1952)
- Salt de llargada. 7,32 metres (1948)[6]